# Gazella spekei
La gazzella di Speke (Gazella spekei Blyth, 1863) è la più piccola specie di gazzella. È confinata al Corno d'Africa, dove abita le boscaglie sassose, le steppe erbose e i semideserti. In passato è stata talvolta considerata una sottospecie della gazzella del deserto, ma questa classificazione è stata da tempo abbandonata. La notevole frammentazione dell'habitat ha reso ormai impossibile valutare la natura migratrice e nomade di questa specie. Le varie popolazioni sono sempre sotto minaccia, e malgrado la IUCN abbia annunciato un loro incremento demografico, nel 2007 lo stato di conservazione della specie è passato da vulnerabile a minacciato. Sono presenti numerosi esemplari in cattività, ma in natura ne rimangono solo meno di 10.000 capi.
Deve il nome a John Hanning Speke, un esploratore inglese che effettuò varie spedizioni in Africa centrale.

## Descrizione
La gazzella di Speke misura 95–105 cm di lunghezza e pesa 15–25 kg. Di taglia piccola, ha un cranio di 15–19 cm. Ha corna lateralmente compresse, leggermente incurvate all'indietro, ma non allargate a forma di lira, e con punte dirette in alto; i maschi hanno corna con 15-20 larghi anelli; quelle delle femmine sono quasi diritte e verticali con solo 10-12 anelli poco evidenti. Il pelo è piuttosto lungo (su natiche e fianchi fino a 5 cm); il colore è fulvo-bruno pallido con fianchi più chiari e una banda bruno scuro o nerastra che borda il ventre bianco. Le natiche, ampiamente biancastre, sono appena orlate di scuro. Presenta una maschera facciale simile alle altre specie di Gazella, ma spesso vi è anche un'ampia macchia nasale nerastra; nei maschi, la striscia che va dall'angolo dell'occhio al naso è nera presso l'occhio e striata di chiaro e scuro vicino al naso; sopra quest'ultimo vi è un rialzamento grigiastro con 3-5 pliche cutanee gonfiabili; in stato di eccitazione l'animale può soffiarvi all'interno e dilatarle fino alle dimensioni di una palla da tennis; espellendo l'aria da questo sacco viene prodotto un sonoro verso di allarme.

## Distribuzione e habitat
La gazzella di Speke è endemica del Corno d'Africa. Abita nelle praterie che si estendono per 20–40 km lungo la fascia costiera della Somalia bagnata dall'Oceano Indiano (la pressione venatoria ha eliminato questa specie dalle praterie costiere a sud dei 2°30' N di latitudine). Il limite settentrionale dell'areale è delimitato dalle pendici dei Monti Gulis. Raramente, gruppi sparsi si incontravano ancora nell'Ogaden settentrionale (Etiopia orientale) fino alla metà degli anni '80, ma a causa della caccia queste popolazioni sono ormai scomparse. Sono stati pianificati dei tentativi per verificarne la presenza nell'Ogaden nord-orientale, ma l'attuale situazione politica rende questo controllo molto difficile. I locali, comunque, hanno dichiarato che nella regione questa specie è rarissima o perfino assente.
Vive in zone semidesertiche cespugliose con terreno sassoso e sugli altopiani stepposi da 1000 fino a 2000 m di quota.

## Biologia
Vive in piccoli branchi o famiglie composte da un maschio e alcune femmine con i piccoli (5-10 esemplari, fino a un massimo di 20). I vecchi maschi probabilmente sono territoriali. Mangia erbe, piante e foglie di cespugli e, come le altre gazzelle delle zone aride, sopporta bene la sete. È spesso associata alla gazzella di Soemmerring che vive negli stessi ambienti. La gestazione dura circa 7 mesi.